# Bodenfracht
Bodenfracht (engl. bed load) bezeichnet in der Geomorphologie den Transport von sand- bis kiesgroßen Körnern am Boden, innerhalb eines Mediums, wie z. B. Luft oder Wasser.  Durch drei verschiedene Bewegungsarten können die Körner fortbewegt werden: durch Rollen, Gleiten oder Saltation (Springen).

Transportarten

Im Falle einer Saltation kann das wieder auftreffende Korn erneut andere Körner zur Saltation anregen. Diese Körner können sechsmal größer sein, als das Anregungskorn. Der Vorgang kann sich als Kettenreaktion fortsetzen, auch wenn die Transportenergie sinkt. Gleichzeitig löst das auftreffende Korn noch feinste Partikel (Ton, Silt) aus dem Boden, die dann in Suspension gehen.
Die Bewegungsart für jedes einzelne Korn wird durch die Kornform, die Korngröße und durch die vorhandene Energie festgelegt (je größer die Körner sind, umso mehr Energie benötigt das Medium, um sie in Bewegung zu versetzen).